# 周墩特種區
周墩特种区，是中华民国大陆时期福建省的一个准县级行政单位，为三等特种区，特种区类别为山区类。

## 历史沿革
建置前，周墩地区属福建省宁德县，1916年底周墩人就以地处偏远、盗匪猖獗而请求设县，但因经费不足而未能成功，仅在此设置宁德县东洋分县，由县佐驻治。1933年改为宁德县第五区，随后当地被中国共产党率领的闽东独立团占领，翌年建立起周墩县苏维埃政府。1935年国民政府收复该地后，将第五区升格为周墩特种区。:441
设置特种区后，福建省政府一度于1936年2月将周墩重新降格为宁德县第三区，年底又复设特种区。1940年初拟裁撤，但因其准县级制度已经完善，且出于抗日战争地缘因素等考量，军事价值较高，得以暂时保留，筹备设县，1945年8月，周墩特种区获准升格为周宁县（取周墩、宁德各一字而设）。

## 行政区划
1935年初设特种区时，周墩特种区下辖周墩、七步、李墩、龙亭、礼门、枣岭和溪边7个联保。1940年1月改设1镇4乡：周墩镇、龙亭乡、李枣乡、礼门乡和七溪乡，共58保。1945年周宁建县前，周墩下辖1镇2乡：狮城镇、蒲溪乡和西社乡，共50保。:55-56